# Eudocima kinabaluensis
Eudocima kinabaluensis là một loài bướm đêm trong họ Erebidae.